# Midland Mainline

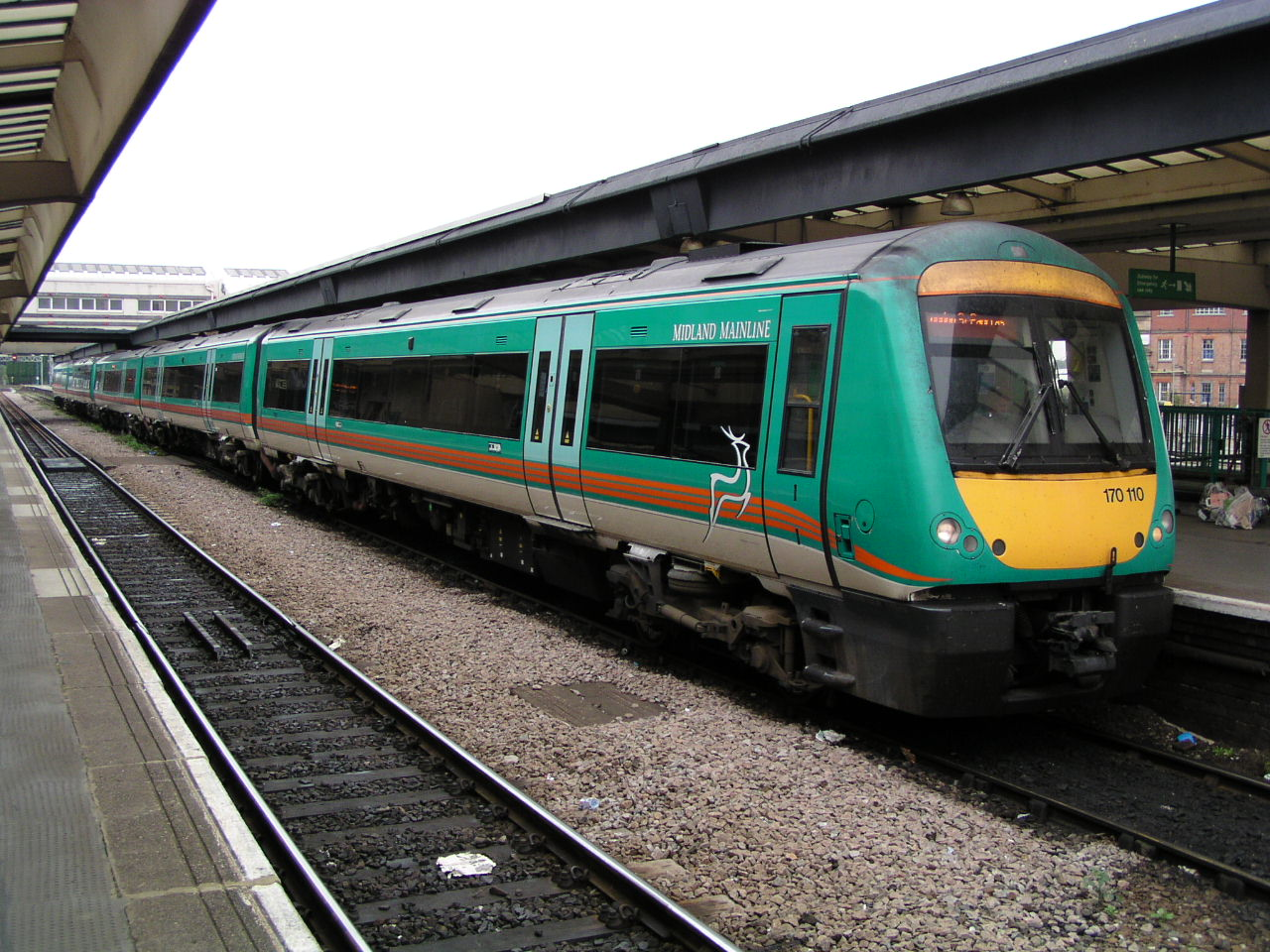
Een Turbostar (Class 170) van Midland Mainline

Midland Mainline Ltd (MML) was een Britse spoorwegonderneming die voornamelijk snelle treinen exploiteerde vanuit Londen (station St Pancras) naar de Engelse regio East Midlands.
Op 28 april 1996 kreeg de National Express Group de 8 jaar durende concessie voor de 'Midland Mainline'-treindiensten en werd daarmee de eigenaar van Midland Mainline Ltd. De concessieduur werd inmiddels twee keer verlengd.
In 2006 maakte de Britse spoorwegoverheid bekend dat de concessie voor Midland Mainline werd stopgezet. De concessie werd vanaf dan onder gebracht bij East Midlands Trains.